# Mio fratello è figlio unico (film)
Mio fratello è figlio unico è un film del 2007 diretto da Daniele Luchetti, ispirato al libro di Antonio Pennacchi Il fasciocomunista. Lo scrittore, però, si è dissociato dal film, sostenendo che soprattutto nella seconda parte siano state tradite le sue reali intenzioni.
Il film, girato a Latina (LT), Borgo Segezia, Borgo Cervaro (Foggia) e Torino, uscito nelle sale italiane il 20 aprile 2007, ha partecipato con successo alla sezione Un Certain Regard del Festival di Cannes 2007.
Il film trae il titolo dall'omonima canzone di Rino Gaetano.

## Trama
1962: Antonio Benassi detto "Accio", dodicenne, entra in seminario. Fin da bambino il suo sogno è quello di aiutare gli "ultimi". Accio, dopo essersi masturbato a letto guardando una fotografia di Marisa Allasio datagli dal fratello maggiore, capisce che il seminario non è la sua vita, e torna a casa, a Latina. La sua famiglia è composta dal padre Ettore (operaio), la madre Amelia (sarta e casalinga), e i fratelli maggiori Violetta e Manrico (studenti). É subito evidente come Accio, essendo il più piccolo, subisca molto il confronto con i fratelli, specialmente Manrico, figlio primogenito e a differenza sua, prediletto dai genitori. Accio e Manrico hanno idee e caratteri differenti, di conseguenza finiscono spesso per litigare e scontrarsi fisicamente: mentre però Manrico viene sempre scusato, Accio viene colpevolizzato per mancanza di rispetto nel fratello e per il suo carattere irascibile e violento (da ciò deriva il soprannome di "Accio"). In più con il suo rifiuto a diventare sacerdote Accio delude i genitori, con cui iniziano i contrasti. Quando non é a scuola, il ragazzo passa i pomeriggi fuori casa e fa amicizia con il venditore ambulante di tovaglie del quartiere, Mario Nastri, che lo fa avvicinare alle ideologie del fascismo. Accio, che non è molto più che un ragazzino ribelle, inizia ad ammirare il patriottismo e le imprese del Duce, tra cui la costruzione della stessa Latina, e si iscrive cosí al Movimento Sociale Italiano : questo suscita il disappunto dei genitori e fa infuriare Manrico, che invece simpatizza per il comunismo. Intanto Accio supera brillantemente l'esame di terza media e vuole proseguire gli studi frequentando il liceo classico, ma i genitori non glielo permettono, ritenendo più utile farlo studiare alla scuola per geometri. Questa scelta obbligata scatena una violenta reazione del ragazzo contro sua madre, che rimane spaventata e crede che il figlio abbia "il demonio dentro".
1967: Accio sta studiando controvoglia per diventare geometra continuando a partecipare ai raduni e gli incontri con l'MSI; crescendo la sua rabbia e voglia di riscatto sono aumentati, così come la sua tendenza a menare le mani quando lo ritiene giusto. Manrico invece lavora in fabbrica e si batte per i diritti degli operai, fa parte della sezione comunista e organizza scioperi, occupazioni e manifestazioni, spesso scontrandosi con Accio e i suoi amici di partito che a loro volta protestano per scacciare le ideologie comuniste. In seguito agli scontri entrambi i fratelli vengono arrestati e poi rilasciati, ma Amelia punisce Accio e non Manrico, dicendo che lui protesta "per una giusta causa", seppur in modo violento. In quel periodo Manrico inizia una relazione con una studentessa del ginnasio, Francesca, di origini francesi, anche lei comunista. Accio ne rimane subito affascinato ed instaura un rapporto di amicizia con lei, malgrado le divergenze politiche, e crede inoltre che il fratello non la meriti e che la fará soffrire. Benché sia innamorata di Manrico nonostante tutto,  Francesca é attratta anche da Accio ed intuisce i suoi sentimenti, cosí come la sua evidente gelosia, ma continua a considerarlo come amico. 
Dopo che Francesca riparte per la Francia, Accio cade nello sconforto e trova sfogo soltanto con Mario e suoi amici filofascisti con cui organizza piccole proteste a Bologna.
1968: in Europa esplode la rivoluzione studentesca e mentre Manrico é impegnato attivamente nelle proteste, Accio segue le vicende dal televisore di casa.
La sua fede nel fascismo però vacilla quando blocca Mario e gli altri suoi "amici", intenzionati a bruciare l'auto di Manrico e decide cosí di strappare la sua tessera di partito. 
Qualche tempo dopo Accio si reca a casa di Mario, dove scopre che l'uomo è stato arrestato e condannato a sei mesi di reclusione per atti vandalici e possesso di armi. La moglie Bella confessa di non condividere gli ideali del marito e al tempo stesso, avendo intuito i bisogni sentimentali del ragazzo, lo seduce e fa l'amore con lui.
Accio e Bella, malgrado la differenza di etá, hanno una breve relazione. La donna si sente di nuovo giovane e sembra sinceramente innamorata di lui, e Accio grazie a lei scopre il piacere del sesso, ritrovando un po' di serenitá interiore e prendendosi una pausa dalla politica.  Intanto si diploma, e per festeggiare Bella gli regala una Fiat 600 (pagata a rate con i soldi del marito). Nello stesso periodo i genitori scoprono la relazione clandestina fra Violetta ed il suo professore universitario, molto più grande di lei, e iniziano a perdere fiducia nella figlia.
La rottura definitiva fra Accio e il fascismo avviene a Roma nel 1969, in occasione di un concerto organizzato dal Movimento Comunista Rivoluzionario al quale partecipa perché si esibisce la sorella (violoncellista), durante il quale irrompe un gruppo di fascisti: irritato per l'ennesima protesta ingiustificata, Accio si scaglia contro di loro malmenando lo stesso caposezione. Quel giorno é presente anche Francesca e Accio é cosí felice di rivederla che quando rimane solo con lei la bacia. Colta di sorpresa da questo gesto, la ragazza non lo respinge, ma non vuole illuderlo: gli confessa di essere incinta di Manrico e che quel bacio rimarrá un segreto fra loro. Infatti nessuno dei due dice nulla a Manrico, il quale é contento sia di diventare padre sia per il fatto che Accio ha smesso di essere fascista. 
Tornato a casa, Accio rompe il suo rapporto con Bella perché sente di amare in realtá Francesca. Inizia perfino ad interessarsi alla letteratura di sinistra finché un giorno una scossa di terremoto danneggia le giá malconce case del suo quartiere. Si scopre che molto tempo prima il comune aveva iniziato la costruzione di un quartiere nuovo e decoroso destinato alle famiglie degli operai, che aveno pagato le loro future case nell'arco di 25 anni decurtando una percentuale dal loro stipendio ogni mese, ma per un disguido burocratico dopo la fine dei lavori le case nuove non erano più state assegnate e le famiglie erano rimaste nelle vecchie palazzine, ormai pericolanti. Sconcertato dalla situazione, Accio capisce che per aiutare la sua famiglia deve stare dalla parte della sinistra proletaria, cosí si iscrive al Partito Comunista, militandovi per un periodo insieme al fratello Manrico. Una notte però i compagni chiedono ad Accio di buttare una bomba incendiaria nella sezione fascista, e nonostante quest'ultimo accetti di farlo, sul più bello viene lasciato solo, cosí non fa in tempo a scappare e viene scoperto dai suoi ex amici fascisti. Tra di loro c'è anche Mario, che infuriato lo insegue, intenzionato a fargli pagare sia il tradimento del partito che la relazione avuta con sua moglie. Dopo una breve colluttazione Mario si accascia a terra e Accio, credendo di averlo ucciso, corre via spaventato, poi chiede aiuto a suo fratello, il quale gli consiglia di sparire e aspettare che le acque si calmino. In quei giorni il direttore della fabbrica dove lavorano Ettore e Manrico viene ucciso e derubato di una grossa somma di denaro. Il colpevole non viene identificato, ma si lascia supporre che sia stato lo stesso Manrico, il quale è passato dalla protesta pacifista a metodi più brutali per combattere il capitalismo (affiliandosi probabilmente alle Brigate Rosse). Qui i rapporti tra Manrico e Accio si interrompono: il primo rimane a Roma, il secondo col pretesto di fuggire dall'accusa di omicidio viene mandato al nord presso una famiglia piemontese amica di Manrico, dove rimane per un anno. Nel frattempo nessuno si preoccupa di dirgli che non ha mai rischiato il carcere perché Mario era morto per un attacco cardiaco. 
1971. Francesca, che ora abita a Torino, si reca a prendere Accio, chiedendogli di aiutarla ad accudire il figlioletto avuto da lei e Manrico, Amedeo, che il padre non visita da due anni. Nonostante la gentilezza di Francesca, stavolta Accio non cede perché si sente usato da lei, cosí si rifiuta e torna a Latina. 
Con Manrico al nord italia per motivi ignoti, Accio passa i successivi due anni da solo coi genitori, e di suo fratello e di Francesca perde le tracce.
1973. Manrico telefona al fratello chiedendogli di portare fino a Torino una borsa piena di soldi nascosti nel suo armadio, probabilmente gli stessi rubati anni prima sparando al suo datore di lavoro, che a detta sua dovrebbero servire a comprare una nuova casa per Francesca e Amedeo. Arrivato a Torino, Accio chiama Francesca pensando di fare a tutti una gradita sorpresa: lei invece gli dice di non aver più visto Manrico e riattacca immediatamente il telefono, ma è troppo tardi perché la linea è infatti intercettata dalla polizia, in cerca di Manrico. I due fratelli si rincontrano in un bar, e qui Accio gli dice di aver capito la sua menzogna, che quei soldi non servono alla sua famiglia bensì alla causa della rivoluzione comunista, in cui ormai lui ha smesso di credere. Accio e Manrico comunque si abbracciano, dimostrando dopotutto di volersi bene nonostante siano diversi. In quel momento però Manrico viene braccato dalla polizia, che nel frattempo ha fermato anche Francesca che cercava di avvertirlo. Dopo un breve inseguimento, Manrico viene ucciso da due poliziotti e Francesca arrestata per complicità.
Accio, l'unico incensurato, torna a Latina con il piccolo Amedeo. Mentre Ettore si occupa del nipotino, gli altri piangono la morte di Manrico anche se Amelia è felice di vedere che invece Accio é sano e salvo, dimostrando di avergli sempre voluto bene e di non aver mai capito che tra i suoi figli era proprio Manrico ad aver preso una cattiva strada.
Arrabbiato per la situazione e deluso ormai da tutto, Accio decide di agire per cambiare le cose: una notte prende l'iniziativa e si introduce nel municipio alla ricerca del fascicolo con le persone assegnatarie delle case popolari. Chiama uno ad uno gli assegnatari, compresa la sua famiglia, e gli consegna le chiavi, incitandoli all'occupazione delle nuove case che spettavano loro di diritto.
La famiglia é cosí riunita in un bell'appartamento con balcone e vista mare, che la signora Benassi aveva sempre sognato. Nella scena finale Accio si reca sulla spiaggia a contemplare l'alba, soddisfatto di aver compiuto una buona azione e di essere riuscito finalmente ad aiutare "gli ultimi" e ha una visione di sè stesso da piccolo che gli sorride.

## Riconoscimenti
Questo film è riconosciuto come d'interesse culturale nazionale dalla Direzione generale Cinema e audiovisivo del Ministero per i beni e le attività culturali e per il turismo italiano, in base alla delibera ministeriale del 30 maggio 2005.
- 2007 - David di Donatello
  - Miglior sceneggiatura a Daniele Luchetti, Sandro Petraglia e Stefano Rulli
  - Miglior attore protagonista a Elio Germano
  - Miglior attrice non protagonista a Angela Finocchiaro
  - Miglior montaggio a Mirco Garrone
  - Miglior fonico di presa diretta a Bruno Pupparo
  - Nomination Miglior film a Daniele Luchetti, Riccardo Tozzi, Giovanni Stabilini e Marco Chimenz
  - Nomination Miglior regista a Daniele Luchetti
  - Nomination Miglior produttore a Riccardo Tozzi, Giovanni Stabilini e Marco Chimenz
  - Nomination Miglior attore non protagonista a Riccardo Scamarcio
  -  Nomination Miglior colonna sonora per un film drammatico a Franco Piersanti
  - Nomination Migliori costumi a Maria Rita Barbera
- 2008 - Nastro d'argento
  - Migliore sceneggiatura a Daniele Luchetti, Sandro Petraglia e Stefano Rulli
  - Migliore montaggio a Mirco Garrone
  - Nomination Regista del miglior film a Daniele Luchetti
  - Nomination Migliore produttore a Riccardo Tozzi, Giovanni Stabilini e Marco Chimenz
  - Nomination Migliore attore protagonista a Elio Germano
  - Nomination Migliore attrice non protagonista a Angela Finocchiaro
  - Nomination Migliore fotografia a Claudio Collepiccolo
- 2007 - European Film Awards
  - Nomination Miglior attore a Elio Germano
- 2007 - Globi d'oro
  - Miglior film a Daniele Luchetti
  - Miglior attore rivelazione a Elio Germano
  - Nomination Miglior regista a Daniele Luchetti
  - Nomination Miglior attrice a Angela Finocchiaro
  - Nomination Miglior musica a Franco Piersanti
- 2007 - Ciak d'oro
  - Miglior attore protagonista a Elio Germano[4]
  - Migliore montaggio a Mirco Garrone[4]
  - Migliore scenografia a Francesco Frigeri[4]
  - Migliori costumi a Maria Rita Barbera[4]
  - Nomination Miglior attore non protagonista a Luca Zingaretti
  - Nomination Migliore attrice non protagonista a Angela Finocchiaro
  - Nomination Migliore attrice non protagonista a Anna Bonaiuto
  - Nomination Miglior produttore a Riccardo Tozzi, Giovanni Stabilini e Marco Chimenz
  - Nomination Miglior sceneggiatura a Daniele Luchetti, Sandro Petraglia e Stefano Rulli
  - Nomination Miglior colonna sonora a Franco Piersanti
- 2007 - Festival del Cinema Europeo di Siviglia
  - Giraldillo de Plata Sección Oficial